# 格拉蒂亞鄉 (特列奧爾曼縣)
44°26′N 25°26′E / 44.433°N 25.433°E
格拉蒂亞鄉（羅馬尼亞語：Comuna Gratia, Teleorman），是羅馬尼亞的鄉份，位於該國南部，由特列奧爾曼縣負責管轄，面積36平方公里，海拔高度113米，2007年人口2,888，人口密度每平方公里79人。